# Masdevallia setacea
Masdevallia setacea är en orkidéart som beskrevs av Carlyle August Luer och Malo. Masdevallia setacea ingår i släktet Masdevallia och familjen orkidéer. Inga underarter finns listade i Catalogue of Life.